# Темщица
Темщица, също Темска  река (на сръбски: Temštica) е река в Стара планина, Пиротски окръг, Сърбия, десен приток на Нишава. Попада във водосборния басейн на река Българска Морава, водите ѝ чрез нея се вливат в Дунав и от там в Черно море.

## География
Дълга е 25 км. Образува се от сливането на 5 планински потока, извиращи под старопланинските върхове Миджур, Вража глава, Браткова страна и Гола глава, и рекичките Ковачи дол и Яворска река при село Топли До / Топли Дол (община Град Пирот) – първото населено място по течението ѝ. Под селото тя образува клисура и по-надолу приема като десен приток Засковска река. Преди Мъртви мост, където в нея се влива р. Височица, Темщица е наричана и Топлидолска река.
Реката навлиза, малко след вливането на р. Височица, в живописен малък каньон, наричан Старопланинско Колорадо. В края му меандър окръжава почти напълно възвишението, на което са останките от средновековна българска крепост Темъц, преминава през водоема на недействащата днес ВЕЦ „Темац“, протича недалеч от Темския манастир. След това протича през село Темска и продължава към с. Станичене, недалеч от което се влива като десен приток в Нишава.
Темщица е място за високопланински спортен риболов.

## Топографски карти
- Долно течение Лист от карта K-34-34. Мащаб: 1 : 100 000. Топографска карта сборна 1:100000
- Горно течение Лист от карта K-34-22. Мащаб: 1 : 50 000. Топографска сборна карта 1:50000